# Grande Conselho de Veneza

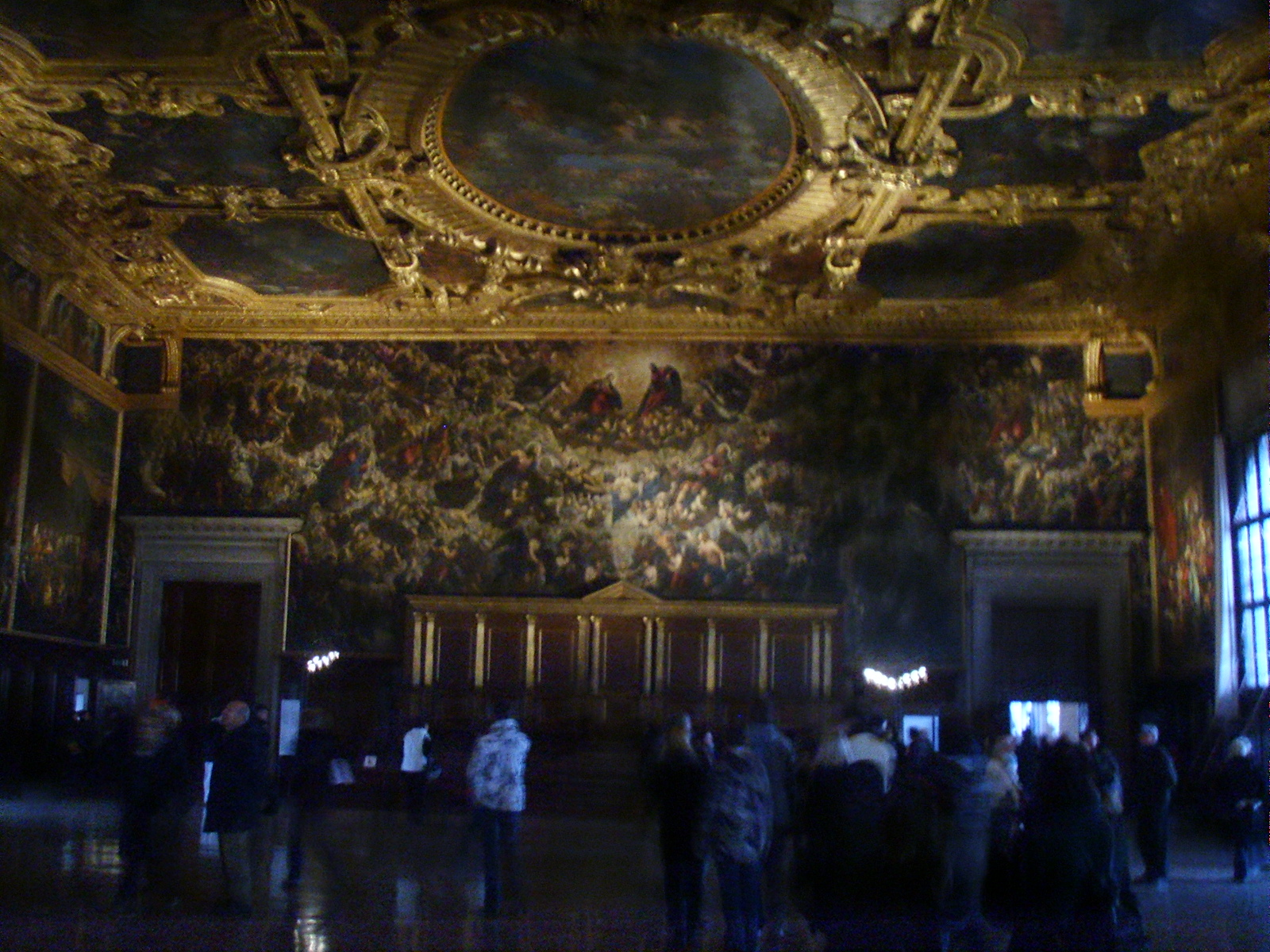
Vista da Sala do Grande Conselho no Palácio Ducal de Veneza, antigo local de reunião da assembleia suprema da República de Veneza

O Grande Conselho ou Conselho Maior (em italiano: Maggior Consiglio; em vêneto:  Mazor Consegio) era o órgão político mais importante da  República de Veneza. Reunia-se num grande salão do Palácio dos Doges, em Veneza e tinha mais de 2000 membros. Funcionou entre 1172 e 1797.
Este conselho, que dispunha de poderes ilimitados e soberanos sobre quaisquer questões, nomeava o  Doge segundo um processo bastante complexo. Podia criar leis e eleger o Conselho dos Dez. Todos os outros conselhos e magistraturas dependiam dele.
A participação no Grande Conselho era um direito hereditário exclusivo das  famílias patrícias inscritas no «Livro de Ouro» da nobreza veneziana.
Por ocasião das votações mais importantes os membros do Grande Conselho ficavam na área do palácio chamada Broglio (do antigo termo brolo, horto) que dava para a Praça de São Marcos) onde os barnabotti (a nobreza decadente e empobrecida) discutia os votos com os candidatos. Esta prática deu origem ao termo em italiano broglio para indicar as confusões e planos de fraude relacionados com as eleições e que daria origem à palavra em português "imbróglio".